# Rejon Cəlilabad
Rejon Cəlilabad (azer. Cəlilabad rayonu) – rejon w południowym Azerbejdżanie.